# Ponta do Pico
Ponta do Pico is de slapende stratovulkaan op het eiland Pico, een van de eilanden van de Azoren. De top ligt op 2351 meter boven de zeespiegel. Het is daarmee de hoogste berg van Portugal.